# Marie Laffranque
Marie Laffranque (Aspèth, 28 de novembre de 1921 - Tolosa, 13 de juliol de 2006) va ser una hispanista francesa, dedicada a l'estudi de la vida de Federico García Lorca.
A més d'escriure nombrosos articles sobre el poeta espanyol, entre les seves obres hi ha Les idées esthétiques de Federico Garcia Lorca, de 1967, tesi doctoral en què aborda la vida Lorca en quatre grans etapes: joventut a Granada, estada a Madrid, experiències als Estats Units i les seves vivències durant la Segona República Espanyola. Va ser també traductora de Vicente Aleixandre, Gabriel Celaya, Maria Zambrano o Xosé Luís Méndez Ferrín, a més de ser col·laboradora en la revista Philosophie.